# اوگیار
اوگیار (به اسپانیایی: Ugíjar) یک منطقهٔ مسکونی در اسپانیا است که در استان گرانادا واقع شده‌است. اوگیار ۶۷ کیلومتر مربع مساحت دارد ۵۵۹ متر بالاتر از سطح دریا واقع شده‌است.